# Fußballklub 03 Pirmasens 1977-1978
Questa voce raccoglie le informazioni riguardanti il Fußballklub 03 Pirmasens nelle competizioni ufficiali della stagione 1977-1978.

## Stagione
Nella stagione 1977-1978 il Pirmasens, allenato da Bernd Patzke, concluse il campionato di 2. Bundesliga al 20º posto. In Coppa di Germania il Pirmasens fu eliminato al secondo turno dal Karlsruhe.

## Rosa
| N. |                     | Ruolo | Calciatore           |
| -- | ------------------- | ----- | -------------------- |
|    | Germania (bandiera) | P     | Paul Hornung         |
|    | Germania (bandiera) | P     | Klaus Müller         |
|    | Germania (bandiera) | D     | Hans-Jürgen Arnswald |
|    | Germania (bandiera) | D     | Manfred Cremer       |
|    | Germania (bandiera) | D     | Gerd Geiersbach      |
|    | Germania (bandiera) | D     | Robert Keller        |
|    | Germania (bandiera) | D     | Harry Klein          |
|    | Germania (bandiera) | D     | Walter Kölsch        |
|    | Germania (bandiera) | D     | Hans-Jürgen Milde    |
|    | Germania (bandiera) | D     | Willi Schuster       |
|    | Germania (bandiera) | C     | Heinz Bißbort        |
|    | Germania (bandiera) | C     | Hans-Dieter Braun    |
|    | Serbia (bandiera)   | C     | Ratko Cvijanovic     |
|    | Germania (bandiera) | C     | Dieter Finkler       |
|    | Germania (bandiera) | C     | Bernd Henzelmann     |
|    | Germania (bandiera) | C     | Jürgen Heß           |
|    | Ungheria (bandiera) | C     | Laszlo Karpati       |

| N. |                     | Ruolo | Calciatore         |
| -- | ------------------- | ----- | ------------------ |
|    | Germania (bandiera) | C     | Jürgen König       |
|    | Serbia (bandiera)   | C     | Branislav Krstić   |
|    | Germania (bandiera) | C     | Colin Marschall    |
|    | Germania (bandiera) | C     | Arnold Ruppe       |
|    | Germania (bandiera) | C     | Klaus Schäfer      |
|    | Germania (bandiera) | C     | Walter Scherer     |
|    | Germania (bandiera) | C     | Günter Schlick     |
|    | Germania (bandiera) | A     | Hans-Peter Backes  |
|    | Germania (bandiera) | A     | Uwe Blauth         |
|    | Germania (bandiera) | A     | Karl Klein         |
|    | Germania (bandiera) | A     | Michael Koberstein |
|    | Germania (bandiera) | A     | Josef Müller       |
|    | Germania (bandiera) | A     | Heinz Rudloff      |
|    | Germania (bandiera) | A     | Thomas Schmidt     |
|    | Germania (bandiera) | A     | Hans Weber         |
|    | Germania (bandiera) | A     | Dieter Weinkauff   |
|    | Germania (bandiera) | A     | Dieter Zell        |

## Organigramma societario
Area tecnica
- Allenatore: Horst Brill, Bernd Patzke
- Allenatore in seconda:
- Preparatore dei portieri:
- Preparatori atletici:

## Calciomercato

### Sessione estiva
| Acquisti | Acquisti       | Acquisti             | Acquisti |
| R.       | Nome           | da                   | Modalità |
| -------- | -------------- | -------------------- | -------- |
| C        | Heinz Bißbort  | Borussia Neunkirchen |          |
| D        | Manfred Cremer | Saarbrücken          |          |
| C        | Dieter Finkler | Saarbrücken          |          |
| P        | Klaus Müller   | Norimberga           |          |

| Cessioni | Cessioni              | Cessioni        | Cessioni |
| R.       | Nome                  | a               | Modalità |
| -------- | --------------------- | --------------- | -------- |
| D        | Hermann Kohlenbrenner | Karlsruhe       |          |
| P        | Klaus Pudelko         | Thor Waterschei |          |

### Sessione invernale
| Acquisti | Acquisti | Acquisti | Acquisti |
| R.       | Nome     | da       | Modalità |
| -------- | -------- | -------- | -------- |

| Cessioni | Cessioni    | Cessioni | Cessioni |
| R.       | Nome        | a        | Modalità |
| -------- | ----------- | -------- | -------- |
| D        | Volker Faul | Homburg  |          |

## Risultati

### 2. Bundesliga

#### Girone di andata
| Arbitro: | Dellwing |

|                                     |           |                         |
| Erhart 21’, 52’ Schwickert 45’, 48’ | Marcatori | 41’ Rudloff 75’ Finkler |

| Arbitro: | Clajus |

|                      |           |                                   |
| Weinkauff 41’ (rig.) | Marcatori | 27’ Deterding 87’ (rig.) Hofeditz |

| Arbitro: | Huster |

|                      |           |  |
| Seubert 35’ Dier 79’ | Marcatori |  |

| Arbitro: | Walz |

|  |           |                                            |
|  | Marcatori | 14’, 28’ Cajkovski 34’, 78’ Vogel 55’ Harm |

| Arbitro: | Linn |

|                                |           |  |
| Walitza 5’ Weyerich 35’ (rig.) | Marcatori |  |

| Arbitro: | Dreher |

|                  |           |                  |
| Cremer 6’ (rig.) | Marcatori | 55’, 84’ Günther |

| Arbitro: | Boos |

|                                                   |           |  |
| Hiestermann 35’ Herold 74’ Hayer 75’ Kielwein 85’ | Marcatori |  |

| Arbitro: | Michel |

|             |           |                                      |
| Finkler 75’ | Marcatori | 11’ Paulus 79’ Bitz 83’ Blechschmidt |

| Arbitro: | Kalenborn |

|                                      |           |  |
| Zele 3’ Klein 12’ Schneider 42’, 77’ | Marcatori |  |

| Arbitro: | Vielsack |

|  |           |                        |
|  | Marcatori | 78’ Werner 87’ Feulner |

| Arbitro: | Schmoock |

|                     |           |                                |
| Rudloff 2’ Braun 9’ | Marcatori | 44’ (rig.) Müller 57’ Hoffmann |

| Arbitro: | Treib |

|                                                             |           |  |
| Leiendecker 1’, 40’ Michelberger 46’ Schlief 59’ Zimmer 77’ | Marcatori |  |

| Arbitro: | Wohlfarth |

|             |           |                                |
| Rudloff 13’ | Marcatori | 44’ Sommerer 55’ (aut.) Cremer |

| Arbitro: | Therre |

|                 |           |           |
| Jordan 46’, 64’ | Marcatori | 54’ Weber |

| Arbitro: | Klein |

|             |           |                              |
| Bißbort 56’ | Marcatori | 16’, 81’ Heinlein 90’ Lambie |

| Arbitro: | Regneri |

|                                                 |           |  |
| Bührer 38’ Bente 51’ Derigs 64’ Schulz 81’, 90’ | Marcatori |  |

| Arbitro: | Boos |

|                              |           |                          |
| Scholz 11’ (aut.) Krstić 23’ | Marcatori | 9’ Ulsamer 39’ Wardanjan |

| Arbitro: | Wilhelmi |

|                             |           |  |
| Lindemann 23’ Cestonaro 48’ | Marcatori |  |

| Arbitro: | Linn |

|  |           |             |
|  | Marcatori | 80’ Beichle |

#### Girone di ritorno
| Arbitro: | Dellwing |

|                  |           |                       |
| Müller 1’ (aut.) | Marcatori | 55’ (rig.) Schwickert |

| Arbitro: | Kalenborn |

|                                    |           |                         |
| Deterding 16’ Diehl 64’ Zedler 81’ | Marcatori | 7’ Braun 79’ Koberstein |

| Arbitro: | Luca |

|             |           |                      |
| Scherer 79’ | Marcatori | 30’ Seubert 83’ Horr |

| Arbitro: | Regneri |

|                                                |           |                                     |
| Kovačević 10’ Harm 16’ Nickel 20’ Lachmann 82’ | Marcatori | 45’ Koberstein 88’ (rig.) Weinkauff |

| Arbitro: | Dreher |

|  |           |                                           |
|  | Marcatori | 41’ Živaljević 48’ Lieberwirth 58’ Täuber |

| Arbitro: | Filla |

|              |           |  |
| Harforth 72’ | Marcatori |  |

| Arbitro: | Karr |

|  |           |              |
|  | Marcatori | 77’ Kielwein |

| Arbitro: | Dilg |

|                                                  |           |           |
| Bitz 61’ Lasch 63’ Blechschmidt 70’ Pechtold 79’ | Marcatori | 57’ Klein |

| Arbitro: | Nützel |

|                                       |           |  |
| Weinkauff 29’ (rig.), 70’ Scherer 31’ | Marcatori |  |

| Arbitro: | Wohlfarth |

|           |           |           |
| Werner 9’ | Marcatori | 17’ Braun |

| Arbitro: | Dreher |

|                            |           |  |
| Hoffmann 22’ Kühn 75’, 78’ | Marcatori |  |

| Arbitro: | Treib |

|  |           |                                                         |
|  | Marcatori | 24’ Müllner 44’ Zimmer 50’ Leiendecker 74’ Michelberger |

| Arbitro: | Klein |

|                                                       |           |              |
| Breuer 3’ Hansen 33’, 57’, 68’ Sommerer 44’, 67’, 76’ | Marcatori | 53’ Arnswald |

| Arbitro: | Scheffner |

|  |           |                                                                                           |
|  | Marcatori | 15’ (aut.) Müller 24’, 51’ Schauß 39’ Schmiedl 57’, 67’, 73’, 80’ Lange 75’ (rig.) Bartel |

| Arbitro: | Wilhelmi |

|                                               |           |  |
| Unger 22’, 50’ Schäfer 25’, 55’ Pankotsch 43’ | Marcatori |  |

| Arbitro: | Walz |

|  |           |                       |
|  | Marcatori | 77’ Löffler 85’ Marek |

| Arbitro: | Vielsack |

|                          |           |  |
| Scholz 32’ Wardanjan 43’ | Marcatori |  |

| Arbitro: | Kalenborn |

|             |           |                                                                                      |
| Schmidt 40’ | Marcatori | 38’ Drexler 53’ Weiss 65’ Lindemann 77’ Korlatzki 80’ (rig.) Bechtold 87’ Kleppinger |

| Arbitro: | Röder |

|                                                                              |           |  |
| Beichle 5’, 30’, 65’ Bernecker 36’ Stempfle 38’ Tripbacher 52’, 80’ Jörg 88’ | Marcatori |  |

### Coppa di Germania
| Arbitro: | Vielsack |

|             |           |                            |
| Jaumann 14’ | Marcatori | 79’ Geiersbach 87’ Rudloff |

| Arbitro: | Fleischer |

|                                         |           |                                      |
| Günther 16’, 66’ Kübler 83’ Berger 110’ | Marcatori | 48’ Rudloff 60’ Weber 69’ Geiersbach |

## Statistiche

### Statistiche di squadra
| Competizione      | Punti | In casa | In casa | In casa | In casa | In casa | In casa | In trasferta | In trasferta | In trasferta | In trasferta | In trasferta | In trasferta | Totale | Totale | Totale | Totale | Totale | Totale | DR  |
| Competizione      | Punti | G       | V       | N       | P       | Gf      | Gs      | G            | V            | N            | P            | Gf           | Gs           | G      | V      | N      | P      | Gf     | Gs     | DR  |
| ----------------- | ----- | ------- | ------- | ------- | ------- | ------- | ------- | ------------ | ------------ | ------------ | ------------ | ------------ | ------------ | ------ | ------ | ------ | ------ | ------ | ------ | --- |
| 2. Bundesliga     | 6     | 19      | 1       | 3       | 15      | 15      | 52      | 19           | 0            | 1            | 18           | 10           | 68           | 38     | 1      | 4      | 33     | 25     | 120    | -95 |
| Coppa di Germania | -     | 0       | 0       | 0       | 0       | 0       | 0       | 2            | 1            | 0            | 1            | 5            | 5            | 2      | 1      | 0      | 1      | 5      | 5      | 0   |
| Totale            | 6     | 19      | 1       | 3       | 15      | 15      | 52      | 21           | 1            | 1            | 19           | 15           | 73           | 40     | 2      | 4      | 34     | 30     | 125    | -95 |

### Andamento in campionato
| Giornata  | 1  | 2  | 3  | 4  | 5  | 6  | 7  | 8  | 9  | 10 | 11 | 12 | 13 | 14 | 15 | 16 | 17 | 18 | 19 | 20 | 21 | 22 | 23 | 24 | 25 | 26 | 27 | 28 | 29 | 30 | 31 | 32 | 33 | 34 | 35 | 36 | 37 | 38 |
| --------- | -- | -- | -- | -- | -- | -- | -- | -- | -- | -- | -- | -- | -- | -- | -- | -- | -- | -- | -- | -- | -- | -- | -- | -- | -- | -- | -- | -- | -- | -- | -- | -- | -- | -- | -- | -- | -- | -- |
| Luogo     | T  | C  | T  | C  | T  | C  | T  | C  | T  | C  | C  | T  | C  | T  | C  | T  | C  | T  | C  | C  | T  | C  | T  | C  | T  | C  | T  | C  | T  | T  | C  | T  | C  | T  | C  | T  | C  | T  |
| Risultato | P  | P  | P  | P  | P  | P  | P  | P  | P  | P  | N  | P  | P  | P  | P  | P  | N  | P  | P  | N  | P  | P  | P  | P  | P  | P  | P  | V  | N  | P  | P  | P  | P  | P  | P  | P  | P  | P  |
| Posizione | 15 | 17 | 17 | 20 | 20 | 20 | 20 | 20 | 20 | 20 | 20 | 20 | 20 | 20 | 20 | 20 | 20 | 20 | 20 | 20 | 20 | 20 | 20 | 20 | 20 | 20 | 20 | 20 | 20 | 20 | 20 | 20 | 20 | 20 | 20 | 20 | 20 | 20 |

Legenda:

Luogo: C = Casa; T = Trasferta. Risultato: V = Vittoria; N = Pareggio; P = Sconfitta.

### Statistiche dei giocatori
| Giocatore     | 2. Bundesliga | 2. Bundesliga | 2. Bundesliga | 2. Bundesliga | Coppa di Germania | Coppa di Germania | Coppa di Germania | Coppa di Germania | Totale   | Totale | Totale      | Totale     |
| Giocatore     | Presenze      | Reti          | Ammonizioni   | Espulsioni    | Presenze          | Reti              | Ammonizioni       | Espulsioni        | Presenze | Reti   | Ammonizioni | Espulsioni |
| ------------- | ------------- | ------------- | ------------- | ------------- | ----------------- | ----------------- | ----------------- | ----------------- | -------- | ------ | ----------- | ---------- |
| H. Arnswald   | 25            | 1             | 0             | 0             | 0                 | 0                 | 0                 | 0                 | 25       | 1      | 0           | 0          |
| H. Backes     | 22            | 0             | 0             | 0             | 1                 | 0                 | 0                 | 0                 | 23       | 0      | 0           | 0          |
| H. Bißbort    | 19            | 1             | 1             | 0             | 2                 | 0                 | 1                 | 0                 | 21       | 1      | 2           | 0          |
| U. Blauth     | 6             | 0             | 0             | 0             | 0                 | 0                 | 0                 | 0                 | 6        | 0      | 0           | 0          |
| H. Braun      | 26            | 3             | 2             | 1             | 1                 | 0                 | 0                 | 0                 | 27       | 3      | 2           | 1          |
| M. Cremer     | 30            | 1             | 0             | 0             | 2                 | 0                 | 0                 | 0                 | 32       | 1      | 0           | 0          |
| R. Cvijanovic | 3             | 0             | 0             | 0             | 0                 | 0                 | 0                 | 0                 | 3        | 0      | 0           | 0          |
| V. Faul       | 10            | 0             | 4             | 1             | 1                 | 0                 | 0                 | 0                 | 11       | 0      | 4           | 1          |
| D. Finkler    | 32            | 2             | 10            | 1             | 2                 | 0                 | 1                 | 0                 | 34       | 2      | 11          | 1          |
| G. Geiersbach | 27            | 0             | 3             | 0             | 2                 | 2                 | 0                 | 0                 | 29       | 2      | 3           | 0          |
| B. Henzelmann | 1             | 0             | 0             | 0             | 0                 | 0                 | 0                 | 0                 | 1        | 0      | 0           | 0          |
| J. Heß        | 3             | 0             | 0             | 0             | 0                 | 0                 | 0                 | 0                 | 3        | 0      | 0           | 0          |
| P. Hornung    | 11            | 0             | 0             | 0             | 0                 | 0                 | 0                 | 0                 | 11       | 0      | 0           | 0          |
| L. Karpati    | 0             | 0             | 0             | 0             | 0                 | 0                 | 0                 | 0                 | 0        | 0      | 0           | 0          |
| R. Keller     | 2             | 0             | 0             | 0             | 0                 | 0                 | 0                 | 0                 | 2        | 0      | 0           | 0          |
| H. Klein      | 25            | 1             | 2             | 0             | 1                 | 0                 | 0                 | 0                 | 26       | 1      | 2           | 0          |
| K. Klein      | 2             | 0             | 0             | 0             | 1                 | 0                 | 0                 | 0                 | 3        | 0      | 0           | 0          |
| M. Koberstein | 26            | 2             | 2             | 0             | 2                 | 0                 | 1                 | 0                 | 28       | 2      | 3           | 0          |
| B. Krstić     | 20            | 1             | 0             | 2             | 1                 | 0                 | 0                 | 0                 | 21       | 1      | 0           | 2          |
| W. Kölsch     | 10            | 0             | 0             | 0             | 0                 | 0                 | 0                 | 0                 | 10       | 0      | 0           | 0          |
| J. König      | 3             | 0             | 0             | 0             | 0                 | 0                 | 0                 | 0                 | 3        | 0      | 0           | 0          |
| C. Marschall  | 1             | 0             | 0             | 0             | 0                 | 0                 | 0                 | 0                 | 1        | 0      | 0           | 0          |
| H. Milde      | 4             | 0             | 1             | 0             | 0                 | 0                 | 0                 | 0                 | 4        | 0      | 1           | 0          |
| J. Müller     | 0             | 0             | 0             | 0             | 0                 | 0                 | 0                 | 0                 | 0        | 0      | 0           | 0          |
| K. Müller     | 30            | 0             | 1             | 0             | 2                 | 0                 | 0                 | 0                 | 32       | 0      | 1           | 0          |
| H. Rudloff    | 20            | 3             | 3             | 0             | 2                 | 2                 | 0                 | 0                 | 22       | 5      | 3           | 0          |
| A. Ruppe      | 1             | 0             | 0             | 0             | 0                 | 0                 | 0                 | 0                 | 1        | 0      | 0           | 0          |
| W. Scherer    | 15            | 2             | 2             | 0             | 1                 | 0                 | 0                 | 0                 | 16       | 2      | 2           | 0          |
| G. Schlick    | 0             | 0             | 0             | 0             | 0                 | 0                 | 0                 | 0                 | 0        | 0      | 0           | 0          |
| T. Schmidt    | 3             | 1             | 0             | 0             | 0                 | 0                 | 0                 | 0                 | 3        | 1      | 0           | 0          |
| W. Schuster   | 32            | 0             | 6             | 0             | 2                 | 0                 | 0                 | 0                 | 34       | 0      | 6           | 0          |
| K. Schäfer    | 1             | 0             | 1             | 0             | 0                 | 0                 | 0                 | 0                 | 1        | 0      | 1           | 0          |
| H. Weber      | 33            | 1             | 3             | 0             | 1                 | 1                 | 0                 | 0                 | 34       | 2      | 3           | 0          |
| D. Weinkauff  | 22            | 4             | 2             | 0             | 1                 | 0                 | 0                 | 0                 | 23       | 4      | 2           | 0          |
| D. Zell       | 14            | 0             | 1             | 0             | 0                 | 0                 | 0                 | 0                 | 14       | 0      | 1           | 0          |